# Take What You Want (Post Malone)
Take What You Want è un singolo del rapper statunitense Post Malone, pubblicato il 15 ottobre 2019 come sesto estratto dal terzo album in studio Hollywood's Bleeding.

## Descrizione
Il brano vede la partecipazione del cantante heavy metal britannico Ozzy Osbourne e del rapper statunitense Travis Scott ed è stato anche incluso nell'undicesimo album in studio di Osbourne Ordinary Man come traccia bonus.

## Tracce
Testi e musiche di Post Malone, Ozzy Osbourne, Travis Scott e  Andrew Watt.
1. Take What You Want (feat. Ozzy Osbourne & Travis Scott) – 3:50

## Formazione
Musicisti
- Post Malone – voce
- Ozzy Osbourne – voce aggiuntiva
- Travis Scott – voce aggiuntiva
- Andrew Watt – chitarra
- Louis Bell – strumentazione, programmazione

Produzione
- Andrew Watt – produzione
- Louis Bell – produzione, produzione vocale, registrazione
- Paul LaMalfa – registrazione
- Manny Marroquin – missaggio
- Chris Galland – assistenza al misaggio
- Robin Florent – assistenza al misaggio
- Scott Desmarais – assistenza al misaggio
- Jeremie Inhaber – assistenza al missaggio
- Mike Bozzi – mastering

## Successo commerciale
Take What You Want è diventato il nono brano di Malone ad entrare la top ten della Billboard Hot 100 dopo aver esordito alla 8ª posizione, regalando in questo modo la prima top ten di Osbourne in tale classifica da oltre trent'anni, rendendolo il divario più lungo tra due apparizioni in top ten.

## Classifiche

### Classifiche settimanali
| Classifica (2019-25) | Posizione massima |
| -------------------- | ----------------- |
| Australia            | 30                |
| Canada               | 8                 |
| Danimarca            | 19                |
| Estonia              | 16                |
| Francia              | 154               |
| Grecia               | 10                |
| Irlanda              | 37                |
| Islanda              | 27                |
| Italia               | 44                |
| Lettonia             | 17                |
| Lituania             | 21                |
| Norvegia             | 12                |
| Nuova Zelanda        | 30                |
| Paesi Bassi          | 37                |
| Portogallo           | 38                |
| Regno Unito          | 22                |
| Repubblica Ceca      | 18                |
| Russia               | 100               |
| Slovacchia           | 10                |
| Stati Uniti          | 8                 |
| Svezia               | 24                |
| Ungheria             | 6                 |

### Classifiche di fine anno
| Classifica (2019) | Posizione |
| ----------------- | --------- |
| Ungheria          | 54        |